# 何でも屋の加代
何でも屋の加代（なんでもやのかよ）は、必殺シリーズの登場人物である。シリーズ第15作『必殺仕事人』第29話「新技腰骨はずし」で初登場。鮎川いずみ（登場初期の芸名は「鮎川いづみ」）が演じた。

## キャラクター
『必殺仕事人』の中盤から、後期の中村主水シリーズに登場したキャラクターで、必殺シリーズ全体を見渡しても、飾り職人の秀に次ぐ登場回数を誇る主要人物である。作中の長い期間、何でも屋を営んでいたことから、「何でも屋の加代」の通称が用いられることが多いが、初登場時は質屋の共同経営者であり、登場終盤の必殺スペシャルでは裏稼業の元締をしたこともあった。
演じた鮎川は初期の必殺シリーズでゲスト出演することが多く、『江戸プロフェッショナル・必殺商売人』で秀英尼役、続く『翔べ! 必殺うらごろし』で、おねむ役としてレギュラー出演していた。ただし、秀英尼・おねむは裏稼業には関わっておらず、加代役で初めて裏稼業に参加することとなった。セルフパロディとして、『必殺仕事人III』第9話や『必殺シリーズ10周年記念スペシャル 仕事人大集合』で、おねむと同じ格好をして熊野権現のお札を売っていた。
必殺シリーズの現代版である『ザ・ハングマン』では、第6シリーズ及び「GOGO」に鮎川が立花愛役で出演しており、加代のキャラクターに近い役を演じている。

## 人物・来歴
整った容姿の美女だが、金にはがめつい女性。必殺仕事人ではがめつくなく、やや冷静な性格であり『新・必殺仕事人』で、表稼業の何でも屋を開業する前後でも暫くは暗い性格であった。仕事人Ⅴからは、金になれば何でもする商魂逞しい性格が強調された。主水から金を巻き上げるなどの抜け目の無いところを見せるが、『必殺仕事人V・激闘編』の壱からは逆に金を取られることが多かった。
面倒見も良く、加代を知る人物たちからは頼りにされており、依頼人から仕事人を捜して欲しいという依頼を受けることがよくあった。仲間内でも、一人暮らしの秀の家によく出入りし、彼に気があるようなそぶりを見せつつ、世話を焼いていた。
仕事人の密偵で、主に情報収集と連絡役を担当。何でも屋という稼業を生かして、潜入や聞き込みを行った。殺しの現場ではその美貌を生かし、標的を誘い出したり、邪魔な人間を遠ざけたりした。『必殺仕事人III』では仕事人としては未熟な西順之助のサポートを務め、『必殺仕事人IV』『必殺仕事人V』では順之助が開発した投石器を彼とともに用い、より直接的な支援を行っている。

### 『必殺仕事人』
初登場は『必殺仕事人』第29話。表向きは、おしまと質屋「上総屋」を経営しているが、裏の顔は木更津の元締こと、六蔵配下の仕事人の密偵で、情報収集と連絡役を受け持っていた。特に木更津で受けた依頼を江戸の中村主水たちに知らせるという重要な役割を持ち、早馬で江戸と木更津を往復するシーンがよく描写された。
漁師だった両親を海で失い、六蔵に引き取られた過去を持つ。その後、ある男に弄ばれ、身も心も傷付いたところを六蔵に救われ、これがきっかけで六蔵と一夜を共にする。のちに、騙された男が別件で仕事の対象となったことを知り、自分で始末することを申し出るが、六蔵に却下され、その代わりに仕事にかけられるところを見届けた。また、親が決めた許嫁をヤクザに刺され、苦しむ許嫁から懇願され止めを刺した。

### 『新・必殺仕事人』から『必殺仕事人V・激闘編』まで
『仕事人』の最終回で、仕事人グループが解散すると江戸を離れるが、旅先で金を騙し取られ、困窮の内に江戸に帰って来る。ここで金を得るために、主水や秀に裏稼業を再び始めないかと持ち掛け、紆余曲折の後、勇次やおりくを交えた、新たな仕事人グループが結成される（『新・必殺仕事人』）。
当初は特定の表稼業を持たず、門付けや料亭の仲居をしていたが、第8話で、何でも屋を開業する。以後は『必殺仕事人V・激闘編』まで、ほぼ同様の設定で、主水グループの情報収集、連絡役として長く活躍した。
『仕事人IV』では、順之助の実家である医院の隣に出会い茶屋ができたため「勉学に支障を来たしてしまう」という理由から、彼の母からの依頼を受け、毎月の月謝を貰うという条件を提示した上で、順之助の親代わり役を引き受ける事となり、同作では表稼業のシーンでも順之助と行動を共にすることが多かった。『仕事人V』では二階建ての家に住み、一階は政が花屋を営み（店子）、二階は加代が住む（大家）形となる。
『激闘編』の最終回で、江戸中に政・竜・壱・弐の手配書が出され、加代も顔を知られてることから仕事人としての活動が厳しくなったため、最後の仕事が終わった後に江戸を離れることとなった。レギュラーシリーズではこれが最後の登場となった。

### レギュラーシリーズ終了以降の必殺スペシャル
レギュラーシリーズ終了後、最初のスペシャルとなる『必殺仕事人ワイド 大老殺し 下田港の殺し技珍プレー好プレー』で再登場する。この時は仕事人グループの絵日傘を率いる元締「絵日傘の加代」を名乗り、主水とも一時、対立する。からくりを施した日傘で殺しも行ったが、作中で、絵日傘一味は崩壊し、その二年後には再度、主水グループの一員として裏の仕事に参加している。
以後、設定はレギュラーシリーズのころに戻り、仕事人の密偵として、情報収集、連絡役をこなした。『必殺スペシャル・秋! 仕事人vsオール江戸警察』で鳥居耀蔵一派が標的の大仕事に参加した後、江戸を去り、それ以降のシリーズに姿を見せることはなかった。

## 登場作品

### テレビシリーズ
- 必殺仕事人（1979年 - 1981年、第29 - 84話）
- 新・必殺仕事人（1981年 - 1982年）
- 必殺仕事人III（1982年 - 1983年）
- 必殺仕事人IV（1983年 - 1984年）
- 必殺仕事人V（1985年）
- 必殺仕事人V・激闘編（1985年 - 1986年）

### テレビスペシャル
- 特別編必殺仕事人 恐怖の大仕事 水戸・尾張・紀伊（1981年正月）
- 必殺シリーズ10周年記念スペシャル 仕事人大集合（1982年秋）
- (秘) 必殺現代版 主水の子孫が京都に現われた 仕事人vs暴走族（1982年大晦日、加代の子孫として登場）
- 年忘れ必殺スペシャル 仕事人アヘン戦争へ行く 翔べ!熱気球よ香港へ（1983年末）
- 必殺仕事人意外伝 主水、第七騎兵隊と闘う 大利根ウエスタン月夜（1985年正月）
- 必殺仕事人ワイド 大老殺し 下田港の殺し技珍プレー好プレー（1987年秋）
- 必殺ワイド・新春 久しぶり!主水、夢の初仕事 悪人チェック!!（1988年正月）
- お待たせ必殺ワイド 仕事人vs秘拳三日殺し軍団 主水、競馬で大穴を狙う!?（1988年秋）
- 必殺スペシャル・新春 決定版!大奥、春日野局の秘密 主水、露天風呂で初仕事（1989年正月）
- 必殺スペシャル・春一番 仕事人、京都へ行く 闇討人の謎の首領!（1989年春）
- 必殺スペシャル・秋 仕事人vs仕事人 徳川内閣大ゆれ! 主水にマドンナ（1989年秋）
- 必殺スペシャル・新春 大暴れ仕事人! 横浜異人屋敷の決闘（1990年正月）
- 必殺スペシャル・春 勢ぞろい仕事人! 春雨じゃ、悪人退治（1990年春）
- 必殺スペシャル・秋! 仕事人vsオール江戸警察（1990年秋）

### 舞台
- 納涼必殺まつりシリーズ（京都南座）
  - 必殺女ねずみ小僧（1981年）
  - 必殺・鳴門の渦潮（1982年、それに先がけて名鉄ホールで上演された）
  - 必殺ぼたん燈籠（1983年）
  - からくり猫屋敷（1984年）
  - 琉球蛇皮線恨み節（1985年）
  - 女・稲葉小僧（1986年）

### 映画
- 必殺! THE HISSATSU（1984年）
- 必殺! ブラウン館の怪物たち（1985年）
- 必殺! III 裏か表か（1986年）

### パチンコ機
- CRぱちんこ必殺仕事人IV（京楽産業.、2011年）

## エピソード
- 加代役を演じた鮎川は同役でレギュラー入りした当初、中村主水役を演じる藤田まことから「アンタ、（演技）下手やなぁ。（番組に出るの）やめたら」と芝居の仕方に対して苦言と指導を受けていた。その中で、徐々に自分なりに試行錯誤をしていくうちに「金にがめつく、人情に篤い商魂逞しいコミカルな下町の女」という後年、定着する「何でも屋の加代」のキャラクターが徐々に確立されていった[3][4]。加代のコミカルなキャラクターを編み出し、定着させた鮎川の姿勢を藤田は後に「独特な役を作り出したね」と高く評価している[5]。
- 『仕事人V』の中盤で、加代が首にギプスを付けて登場していたが、これは当時、鮎川が交通事故に遭い、ムチウチ症に罹ったためである[6]。街中に大八車を背負いながら行商をする場面など、当初は鮎川が演じる予定だった描写のいくつかは脚本を変更した上で、政役の村上もしくは順之助役のひかるが代行している。